# Golfe du Mexique
Le golfe du Mexique (en espagnol : Golfo de México, en anglais : Gulf of Mexico) est une mer bordière de l'océan Atlantique située au sud-sud-est de l'Amérique du Nord. Il s'étend sur 1 550 000 km2 et son plus grand diamètre est de 1 721 km (de Veracruz, au Mexique, à l'embouchure de la rivière Econfina (en), en Floride). Il baigne la péninsule de Floride, l'Alabama, le Mississippi, la Louisiane, le Sud-Est du Texas, la côte orientale du Mexique, les côtes ouest et nord de la péninsule du Yucatán et une partie du littoral nord de Cuba.

## Géographie
L'Organisation hydrographique internationale définit les limites du golfe du Mexique de la façon suivante : 
- au sud-est : une ligne joignant le phare du cap Catoche (21° 36′ 18″ N, 87° 06′ 12″ O) avec le phare du cap San Antonio (21° 51′ 51″ N, 84° 56′ 14″ O) à Cuba, à travers cette île jusqu’au méridien de 83°00’ de longitude ouest et en direction du nord le long de ce méridien jusqu’à la latitude de la pointe sud de Dry Tortugas (24° 37′ 43″ N, 83° 00′ 00″ O), puis le long de ce parallèle vers l’est jusqu’aux hauts-fonds de Rebecca (en) (24° 34′ 42″ N, 82° 35′ 06″ O), de là à travers les hauts-fonds et les Keys de Floride jusqu’à la terre ferme, à l’extrémité orientale de la baie de Floride (25° 11′ 35″ N, 80° 26′ 29″ O), tous les détroits entre Dry Tortugas et la terre ferme étant considérés à l’intérieur du golfe.

Les principaux pays qui bordent le golfe du Mexique sont :
- les États-Unis au nord et à l'est-nord-est ;
- Cuba à l'est-sud-est ;
- le Mexique au sud et au sud-ouest.

Le golfe du Mexique communique au sud-est avec la mer des Caraïbes par le canal du Yucatán (qui est inclus dans cette même mer) et à l'est avec l'océan Atlantique par le détroit de Floride. Sa profondeur maximale est estimée à l'abysse Sigsbee entre 3 750 mètres et 4 384 mètres.

### Des accords de délimitation frontalière maritime
- Les États-Unis mexicains et la république de Cuba : l'accord sur la délimitation des espaces maritimes des États-Unis mexicains et de la république de Cuba, dans les domaines desquels lesdits espaces seront limitrophes en vertu de l'établissement de la zone économique exclusive du Mexique et la création éventuelle d'une zone économique de Cuba (ou son équivalent), du 26 juillet 1976.
- Les États-Unis mexicains et les États-Unis d'Amérique : le traité pour résoudre les différends frontaliers et en suspens et pour maintenir le Rio Bravo et le Colorado comme la frontière internationale entre les États-Unis mexicains et les États-Unis d'Amérique, du 23 novembre 1970 ; le traité sur des limites maritimes entre les États-Unis mexicains et les États-Unis d'Amérique, du 4 mai 1978, et le traité entre le gouvernement des États-Unis mexicains et le gouvernement des États-Unis d'Amérique sur la délimitation de la plate-forme continentale dans la région occidentale du golfe du Mexique, au-delà des deux cents milles nautiques, du 9 juin 2000.
- Les États-Unis d'Amérique et la république de Cuba : l'accord sur des limites maritimes entre les États-Unis d'Amérique et la république de Cuba, du 16 décembre 1977.

## Environnement et écologie

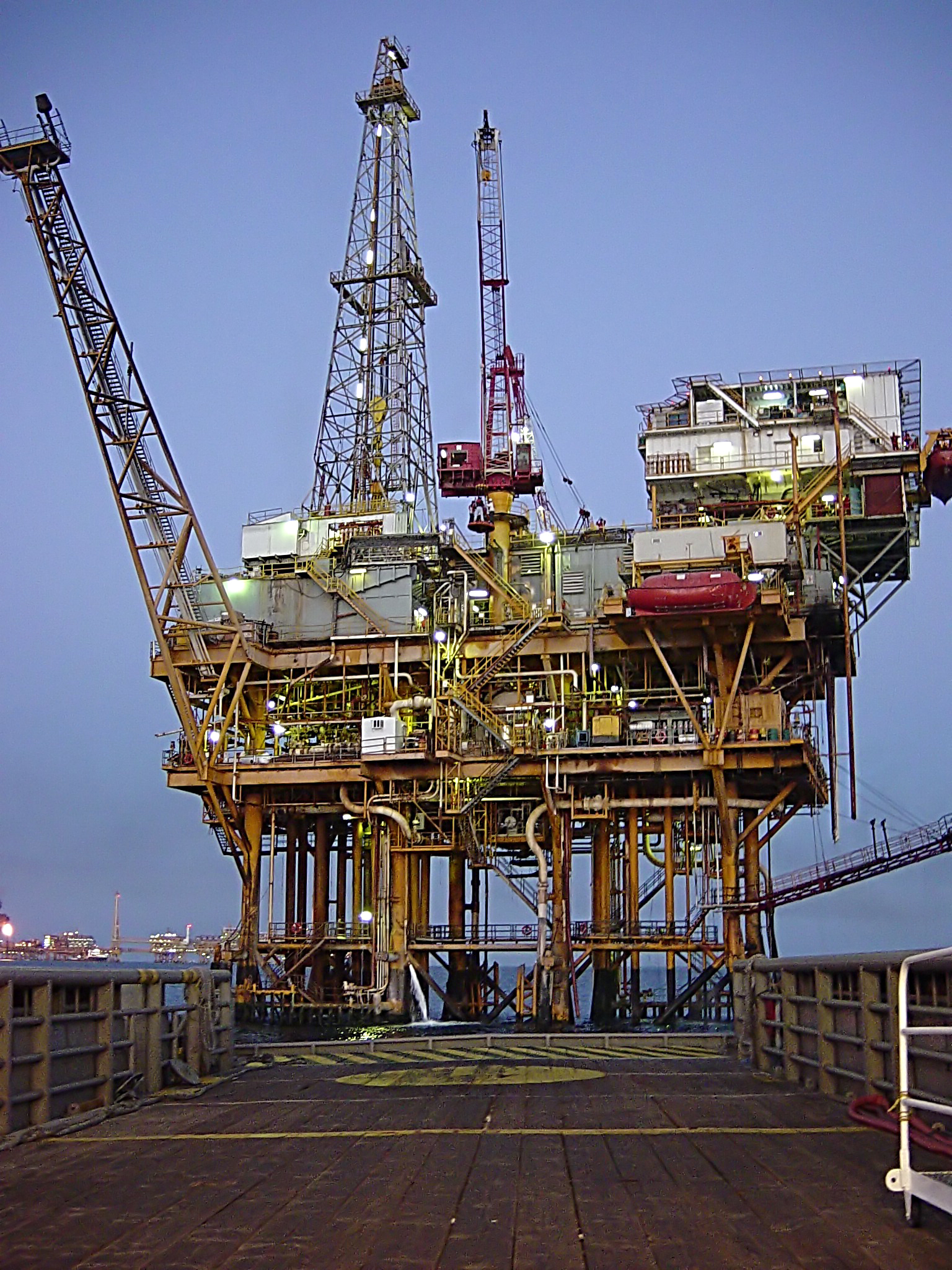
Plate-forme pétrolière dans le golfe du Mexique.

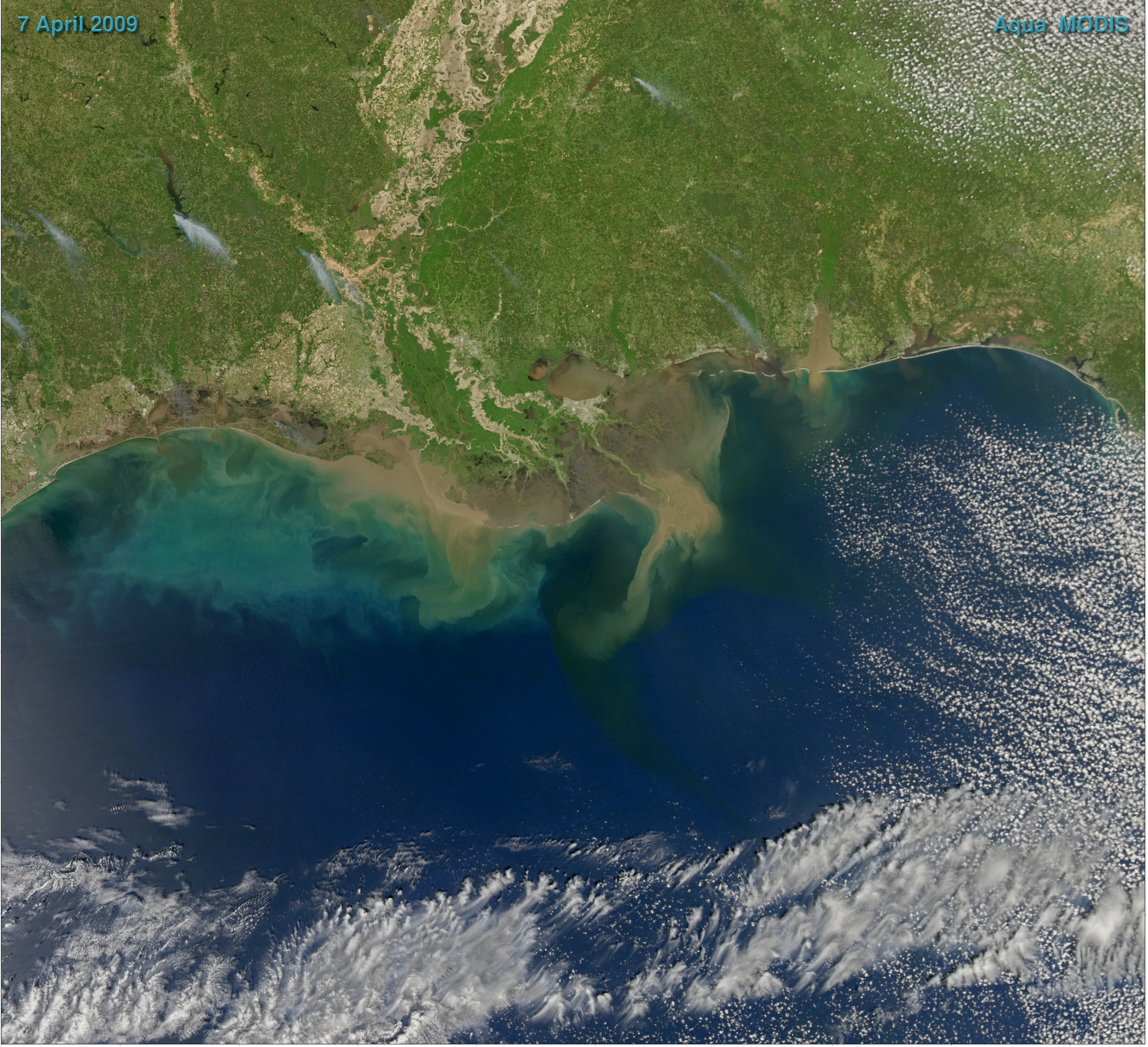
Plusieurs arrivées massives de sédiments contribuent à l'eutrophisation du golfe (7 avril 2009).

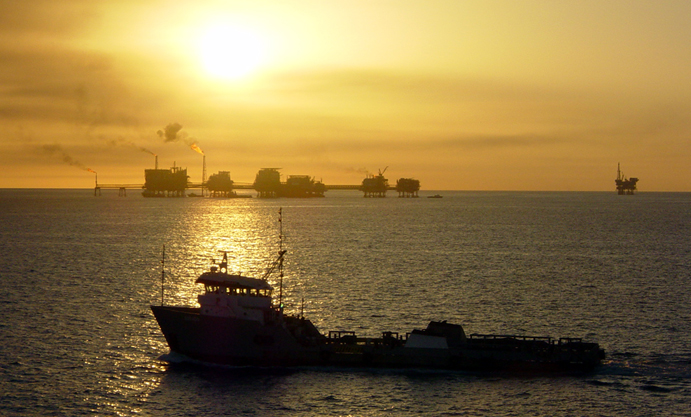
Bateau et plates-formes offshores sur le golfe du Mexique.

C'est une zone écologiquement très riche, et une zone de pêche importante pour les États-Unis et Cuba.
En raison de la quantité toujours croissante d'azote et de phosphates dissous dans les eaux du golfe du Mexique, la pollution a plus que doublé depuis 1950. Selon les estimations actuelles, on trouve trois fois plus d'azote circulant dans le golfe qu'il y a 30 ans. Chaque été, il y a maintenant une zone au sud du littoral de la Louisiane, plus grande que l'État américain du Massachusetts avec plus de 18 000 km2, qui est hypoxique. Ces eaux ne transportent pas assez d'oxygène pour soutenir la vie marine.
Il y a également fréquemment des proliférations d'efflorescences algales qui tuent régulièrement (par anoxie ou par libération de toxines) les poissons et les mammifères marins et peuvent causer des problèmes respiratoires chez les humains et certains animaux domestiques lorsque les fleurs atteignent les rives. Cela se produit surtout sur la côte sud-ouest de la Floride, depuis les Keys jusqu'au comté de Pasco où se développe périodiquement l'une des plus grandes zones marines mortes (« marine dead zone ») du monde.
La compagnie pétrolière Taylor Energy exploite plusieurs gisements sous-marins dont s'échappent quotidiennement des milliers — voire dizaines de milliers — de litres de pétrole. Si les cadres de l’entreprise ne reconnaissent qu'une quinzaine de litres déversés, un rapport de l'agence américaine d'observation océanique et atmosphérique publié en juin 2019 fait état de 17 000 litres de pétrole quotidiennement, et ce depuis le début de la marée noire de Taylor en 2004 — soit plus de 1 000 fois l’estimation donnée par la compagnie. Des experts de la Cour fédérale évoquent des quantités encore plus importantes, allant de 37 000 à 113 000 litres.
La première administration Trump prend des mesures visant à étendre considérablement le forage en mer dans les eaux américaines, notamment dans le golfe du Mexique.

## Historique

### Formation
On sait peu de choses sur l'histoire géologique du bassin du golfe du Mexique avant la fin du Trias. Certains auteurs ont postulé la présence d'un bassin dans la zone pendant la majeure partie du Paléozoïque, mais la plupart des éléments semblent indiquer que les roches du Paléozoïque ne servent pas de base sur la plupart du bassin du golfe du Mexique. Il semble également que, à la fin du Paléozoïque, la région faisait partie du supercontinent de la Pangée.
Il semble que l'actuel bassin du golfe du Mexique tire son origine de la fin du Trias, lors du clivage de la plaque nord-américaine, à l'époque où elle a commencé à se fissurer et à dériver loin des plaques de l'Afrique et de l'Amérique du Sud. La faille s'est probablement accentuée pendant le petit et le moyen Jurassique, avec la formation d'une croûte continentale « en extension » (ou « de transition ») le long de la partie centrale du bassin. Les avancées intermittentes de la mer dans l'ouest de la zone continentale, à la fin du moyen Jurassique, ont abouti à la formation d'un large dépôt salin. Il semble que le principal épisode de dérive ait eu lieu au début du Jurassique supérieur, après la formation des dépôts salins. C'est à cette période que le bloc du Yucatán se déplace vers le sud et se sépare de la plaque nord-américaine et qu'une véritable croûte océanique se forme dans la partie centrale du bassin.
Depuis la fin du jurassique supérieur, le bassin a été une zone géologiquement stable, caractérisée par la persistance de sa partie centrale, probablement en raison du refroidissement et de la sédimentation du bassin au niveau de ses limites nord et nord-ouest, principalement pendant le Cénozoïque.
À l'est, la plate-forme stable de Floride n'a pas été recouverte par la mer avant la fin du jurassique ou le début du Crétacé. La plate-forme du Yucatán était émergée jusqu'au milieu du Crétacé. Dès lors, les deux plates-formes furent submergées. Cette période géologique est caractérisée par la formation de carbonates et d'évaporites. La majorité du bassin était encerclé par des plates-formes de carbonate au crétacé inférieur et son flanc occidental était engagé dans une déformation compressive, à la fin du crétacé et au début du Tertiaire. Cet épisode compressif, l'Orogenèse laramienne, est à l'origine de la création de la Sierra Madre orientale, à l'est du Mexique.

### Exploration européenne

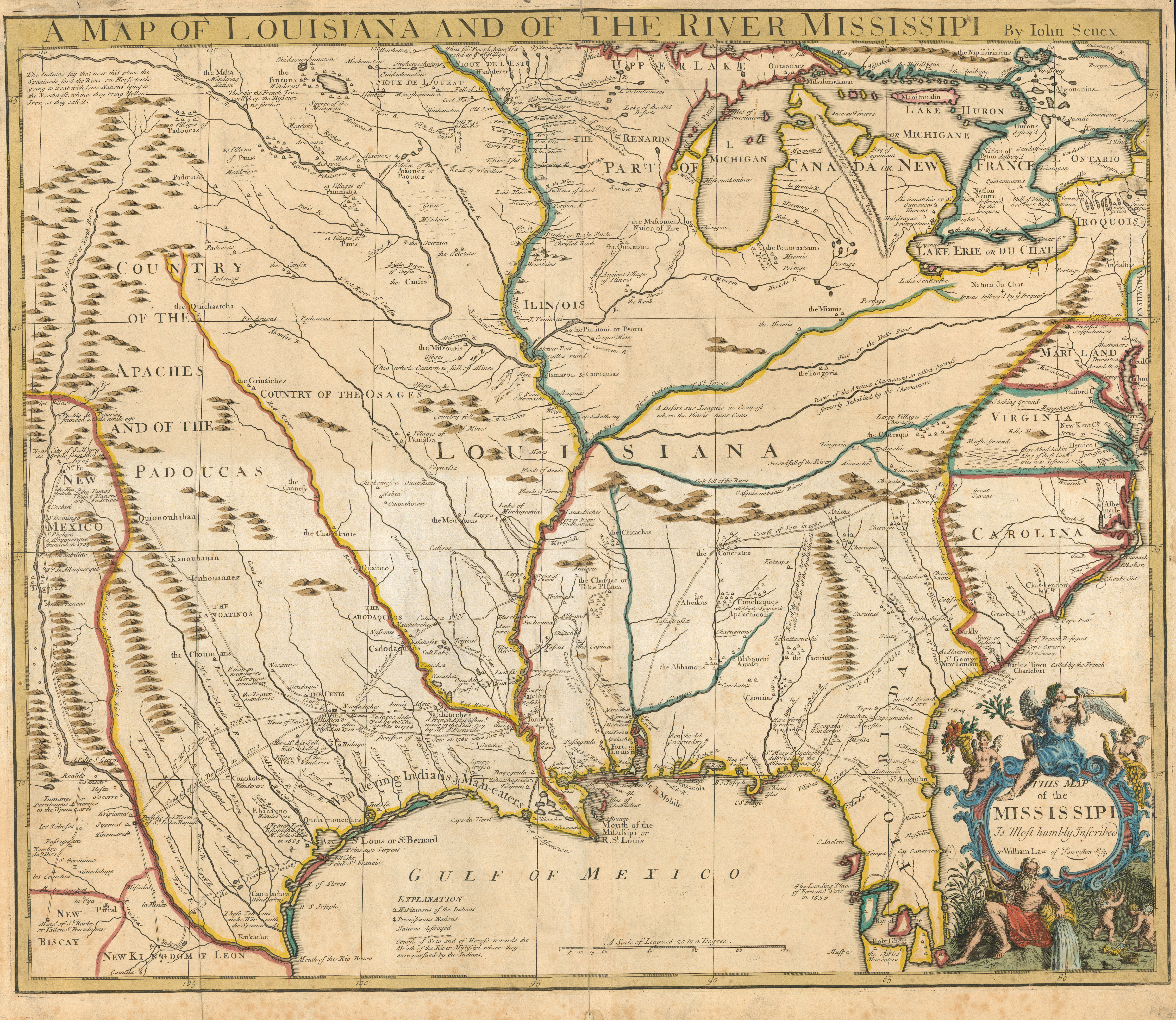
A map of Louisiana and of the River Mississipi (« Carte de la Louisiane et de la rivière Mississippi »), 1721.

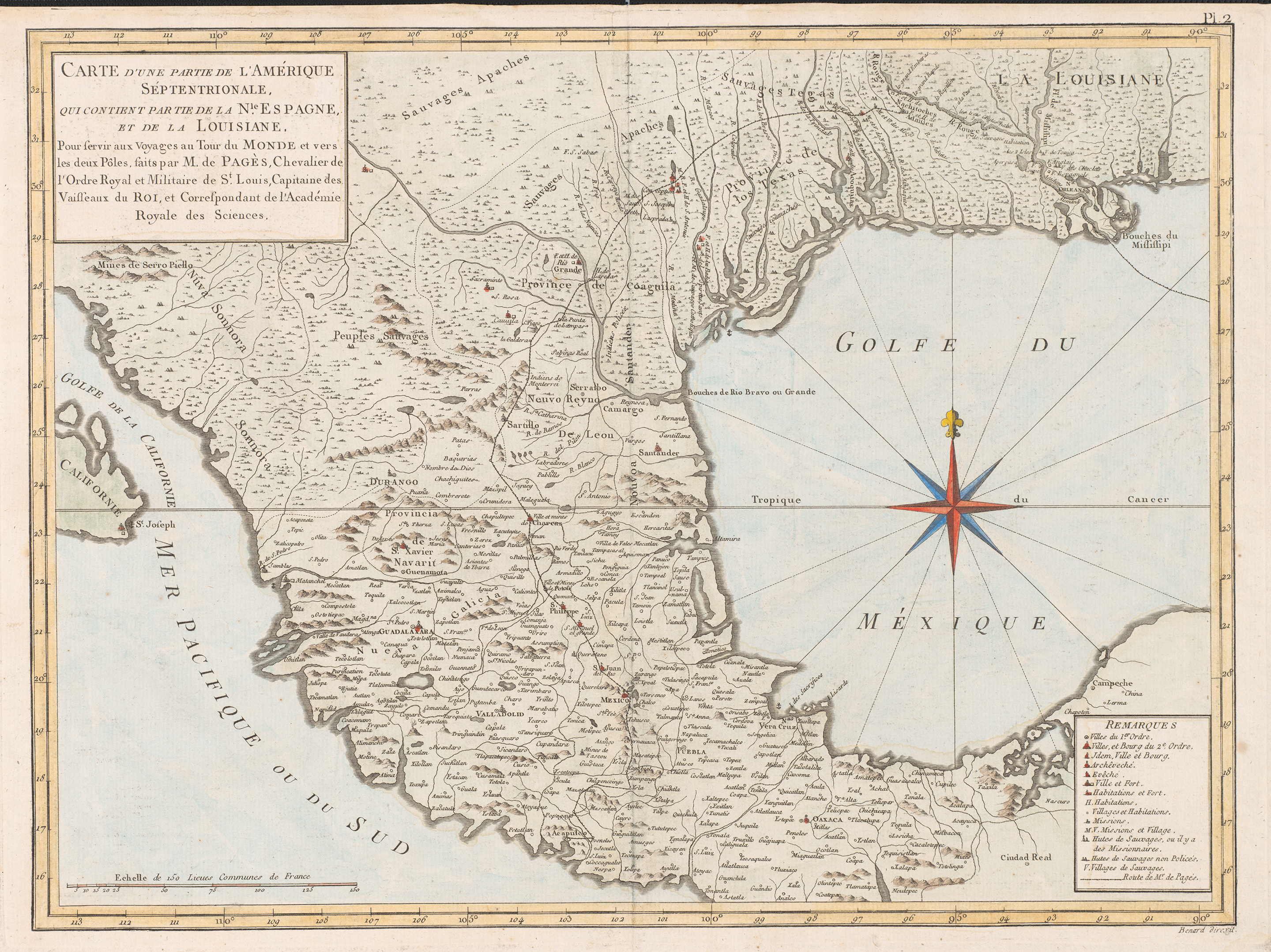
Carte d'une partie de l'Amérique Septentrionale, qui contient une partie de la Nouvelle Espagne et de la Louisiane (François Pagès, 1782).

Christophe Colomb est crédité de la découverte des Amériques, mais au cours de ses quatre voyages, aucun de ses bateaux n'a jamais atteint le golfe du Mexique. Colomb navigue plutôt dans la région des Caraïbes, autour de Cuba et Hispaniola.
La première exploration européenne du golfe est réalisée par Amerigo Vespucci, en 1497. Il suit les lignes côtières d'Amérique centrale avant de rejoindre l'océan Atlantique par le détroit de Floride, entre la Floride et Cuba. Dans ses lettres, Vespucci décrit ce voyage et, une fois Juan de la Cosa revenu en Espagne, ils réalisent une carte du monde où Cuba était représentée comme une île.
En 1506, Hernán Cortés prend part à la conquête d'Hispaniola et de Cuba, ce qui lui rapporte une grande propriété ainsi que des esclaves (amérindiens) en récompense. En 1510, il accompagne Diego Velázquez de Cuéllar dans son expédition pour la conquête de Cuba. En 1518, Velázquez le place à la tête d'une expédition pour l'exploration et la sécurisation de l'intérieur du Mexique afin de préparer la colonisation.
En 1517, Francisco Hernández de Córdoba découvre la péninsule du Yucatán. C'est la première rencontre avec une civilisation avancée aux Amériques, avec des bâtiments en dur et une organisation sociale complexe qui est comparable à celle de l'Ancien Monde. Ils ont également des raisons de penser que ce territoire est riche en or. Tout ceci motive le lancement de deux expéditions supplémentaires, en 1518 sous le commandement de Juan de Grijalva et en 1519 sous celui d'Hernán Cortés. Cette dernière conduit à l'exploration espagnole, à l'invasion militaire et finalement à l'installation et la colonisation connue aujourd'hui sous le nom de conquête du Mexique. Hernández ne vit pas assez longtemps pour voir la poursuite de son travail. Il meurt en effet en 1517 de ses blessures, de la soif extrême lors des voyages et de la déception quand il apprend que Velázquez a privilégié Grijalva pour conduire l'expédition au Yucatán.
En 1523, Ángel de Villafañe (en) navigue en direction du Mexique quand son navire s'échoue le long des côtes de l'île Padre, au large du Texas, en 1554. Lorsqu'un mot de la catastrophe atteint la ville de Mexico, le vice-roi demande à ce qu'une flotte de secours soit immédiatement envoyée et ordonne à Villafañe de retrouver le trésor des navires. Villafañe voyage jusqu'à Pánuco où il loue un navire de transport. Il arrive en même temps que García de Escalante Alvarado (le neveu de Pedro de Alvarado), commandant de l'opération de sauvetage, le 22 juillet 1554. L'équipe travaille jusqu'au 12 septembre pour tenter de retrouver le trésor. Cette perte, ainsi que le grand nombre de catastrophes maritimes dans le golfe, conduiront à l'installation d'une colonie sur la côte nord du golfe pour protéger les expéditions et accélérer les opérations de sauvetage. En conséquence, l'expédition de Tristán de Luna y Arellano est envoyée dans la baie de Pensacola, le 15 août 1559.
Le 11 décembre 1526, Charles Quint accorde à Pánfilo de Narváez le droit de revendiquer les côtes du golfe, à la suite de l'expédition de Narváez. Le contrat lui laisse un an pour rassembler une armée, quitter l'Espagne, fonder au moins deux villes pouvant accueillir chacune une centaine de personnes et construire deux forteresses de plus le long des côtes. Le 7 avril 1528, ils débarquent au nord de ce qui est connu aujourd'hui sous le nom de baie de Tampa. Ils voyagent pendant deux jours vers le sud, à la recherche d'une grande rade que le capitaine Miruelo connaissait. Au cours de ces deux jours, l'un des cinq navires restants est perdu sur la côte sauvage, mais on ne sait rien d'autre sur cette expédition.
En 1697, Pierre Le Moyne d'Iberville s'embarque pour la France et est choisi par le ministre de la Marine pour mener une expédition afin de retrouver l'embouchure du fleuve Mississippi et de coloniser la Louisiane que les Anglais convoitent. La flotte d'Iberville appareille de Brest le 24 octobre 1698. Le 25 janvier 1699, Iberville atteint l'île de Santa Rosa en face de Pensacola, fondée par les Espagnols. Il navigue ensuite jusqu'à la baie de Mobile et explore l'île de Massacre Island, rebaptisée par la suite Dauphin Island. Il jeta l'ancre entre l'île de Cat Island et Ship Island et, le 13 février 1699, il explore le continent, Biloxi, avec son frère Jean-Baptiste Le Moyne de Bienville. Le 1er mai 1699, il achève la construction d'un fort sur le flanc nord-est de la baie de Biloxi, à proximité de ce qui est aujourd'hui Ocean Springs. Ce fort est connu sous le nom de fort Maurepas ou Vieux Biloxi. Quelques jours plus tard, le 4 mai, Pierre Le Moyne repart pour la France en laissant son jeune frère, Jean-Baptiste, comme commandant en second du commandant français.

## Toponymie spécifique sur les cartes des États-Unis depuis janvier 2025

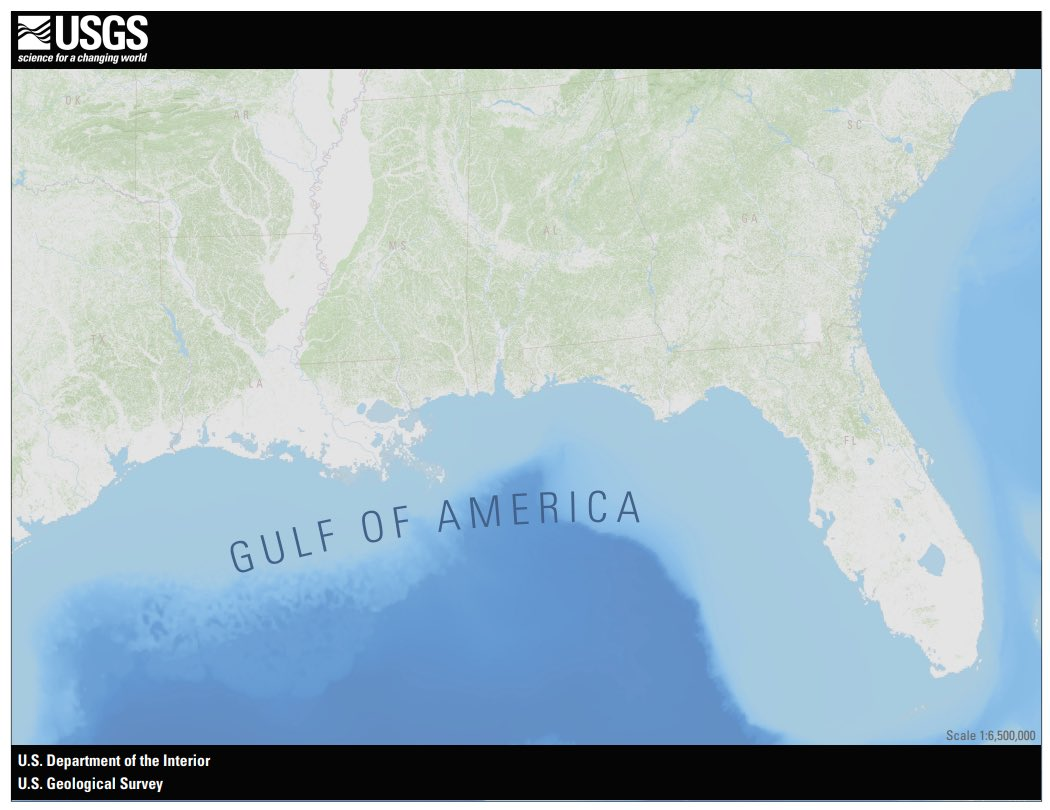
Gulf of America. U.S. Geological Survey, février 2025.

Début janvier 2025, le président élu des États-Unis, le républicain Donald Trump, avance que le pays procédera au changement du nom du golfe, qui sera rebaptisé « Gulf of America », en français : « golfe d'Amérique ». Selon la géographe française Myriam Houssay-Holzschuch, ce changement de dénomination n'aurait d'effets que sur les cartes géographiques et les bases de données des États-Unis.
Cette annonce ne manque pas de susciter des réactions ironiques dans la sphère politique. Ainsi, le 8 janvier 2025, la présidente du Mexique Claudia Sheinbaum suggère en plaisantant que l'Amérique du Nord, y compris les États-Unis, soit renommée « Amérique mexicaine », un nom historique utilisé sur une ancienne carte réalisée en 1607 pour la Compagnie néerlandaise des Indes orientales : « Sur la carte de 1607 que je présente, l'Amérique du Nord s'appelle l'Amérique mexicaine, ce qui correspond au titre de la Constitution d'Apatzingán. »,,,,,. Le même jour, le gouverneur républicain du Texas Greg Abbott ironise à son tour en republiant sur son compte X une photo du golfe du Mexique avec le nom « Golfe du Texas » : « Si nous devons renommer les choses… voici ce qu'il faut faire. »
Pour Frédéric Giraut, titulaire de la chaire Unesco « Dénommer le Monde » de l'université de Genève, l'offensive toponymique de Trump aurait une dimension suprémaciste et néocolonialiste due au remplacement d'un nom préhispanique — Mexico — par un nom d'origine européenne — America (référence à l'explorateur Amerigo Vespucci).
Le 20 janvier 2025, le nouveau président des États-Unis réitère cet engagement lors de son discours d'investiture et signe quelques heures plus tard un décret présidentiel demandant au secrétaire à l'Intérieur de « prendre toutes les mesures appropriées » pour le rebaptiser « dans un délai de 30 jours ». Le 7 février 2025, Doug Burgum, secrétaire à l’Intérieur récemment entré en fonction, donne l’ordre à l’autorité nationale de toponymie de procéder au changement, y compris dans le registre toponymique fédéral, le Geographic Names Information System.
Sous l'impulsion du président américain, de grandes entreprises tendent à se plier à ce changement de nom. Google Maps annonce le 28 janvier 2025 qu'une mise à jour sera mise en place aux États-Unis pour afficher un changement de nom,. Le 10 février 2025, le changement de nom devient effectif sur Google Maps pour les résidents des États-Unis, le golfe du Mexique devenant golfe d'Amérique,,. Il conserve son nom au Mexique, mais les utilisateurs situés dans d'autres pays voient les deux noms « Golfe du Mexique (Golfe d'Amérique) »,. Apple Plans suit le mouvement le 12 février,,.
Le 31 janvier, la présidente du Mexique Claudia Sheinbaum indique être « en train de rédiger une lettre à Google » pour empêcher tout changement de nom. Le texte rappelle que « pour changer le nom d'une mer internationale, ce n'est pas à un pays de décider » mais plutôt à une organisation internationale. « Si un pays souhaite modifier la désignation d'un élément de la mer, cela ne s'appliquera qu'à 12 milles nautiques (comme le veut la législation). Cela ne peut pas s'appliquer au reste, dans ce cas, au golfe du Mexique. C'est ce que nous avons expliqué en détail à Google ».
Ce changement a été inclus dans la base de données OpenStreetMap sous une appellation spécifique (official_name:en-US), parmi les 47 appellations enregistrées au 12 février 2025.
Le 9 février, Donald Trump proclame que chaque 9 février sera désormais la date de la célébration du golfe d'Amérique. Le 14 février, la présidence des États-Unis annonce que l'agence Associated Press est interdite d'accès au Bureau ovale et à l'avion officiel de Donald Trump, « Air Force One », pour une durée illimitée, en raison de son refus d'appeler le Golfe du Mexique « Golfe d'Amérique »,,.

## Caractéristiques principales

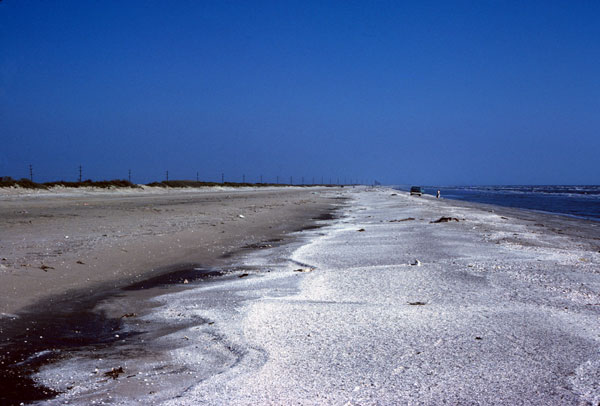
Plage à proximité de la passe de Sabine.

Les côtes est, nord et nord-est du golfe s'étendent le long des États américains de Floride, d'Alabama, du Mississippi, de Louisiane et du Texas. Cette ligne côtière s'étend sur 2 700 km et reçoit les eaux de 33 fleuves majeurs ayant traversé 31 États. Les côtes du sud et du sud-ouest s'étendent le long des États mexicains de Tamaulipas, Veracruz, Tabasco, Campeche, Yucatán et de Quintana Roo. Au sud-est se retrouve l'île de Cuba.
Les bords du plateau continental du Yucatán et de Floride baignent dans des eaux plus fraîches et plus riches en nutriments grâce au phénomène de remontée d'eau. La croissance du plancton est ainsi stimulée dans la zone photique, ce qui attire poissons, crevettes et calmars. Le drainage des fleuves ainsi que les retombées atmosphériques en provenance des installations industrielles des villes côtières fournissent également des nutriments à la zone. De ce fait, le golfe soutient les industries de pêche américaine, mexicaine et cubaine.
Le Gulf Stream, un courant chaud de l'océan Atlantique et l'un des plus forts courants marins connus, prend son origine dans le golfe, dans la continuité de la boucle de courant Caraïbes-Yucatán. Les autres caractéristiques de courants océaniques incluent des vortex anticycloniques qui sont générés par la boucle et qui se déplacent vers l'ouest où ils finissent par se dissiper. On trouve également un vortex cyclonique dans la baie de Campeche.
Le littoral du golfe comporte de nombreuses petites baies et criques. De nombreux fleuves s'y jettent, et plus particulièrement le fleuve Mississippi dans le nord du golfe, ainsi que le Río Grijalva et le Río Usumacinta dans le sud. Les terres qui forment la côte du golfe (y compris les nombreuses barrières d'îles longues et étroites) ont une faible altitude et se caractérisent par la présence de marécages et de mangroves, ainsi que de plages de sable. Le golfe du Mexique est un excellent exemple de marge passive. Le plateau continental est relativement large à plusieurs endroits de la côte, notamment au niveau de la Floride et de la péninsule du Yucatán.

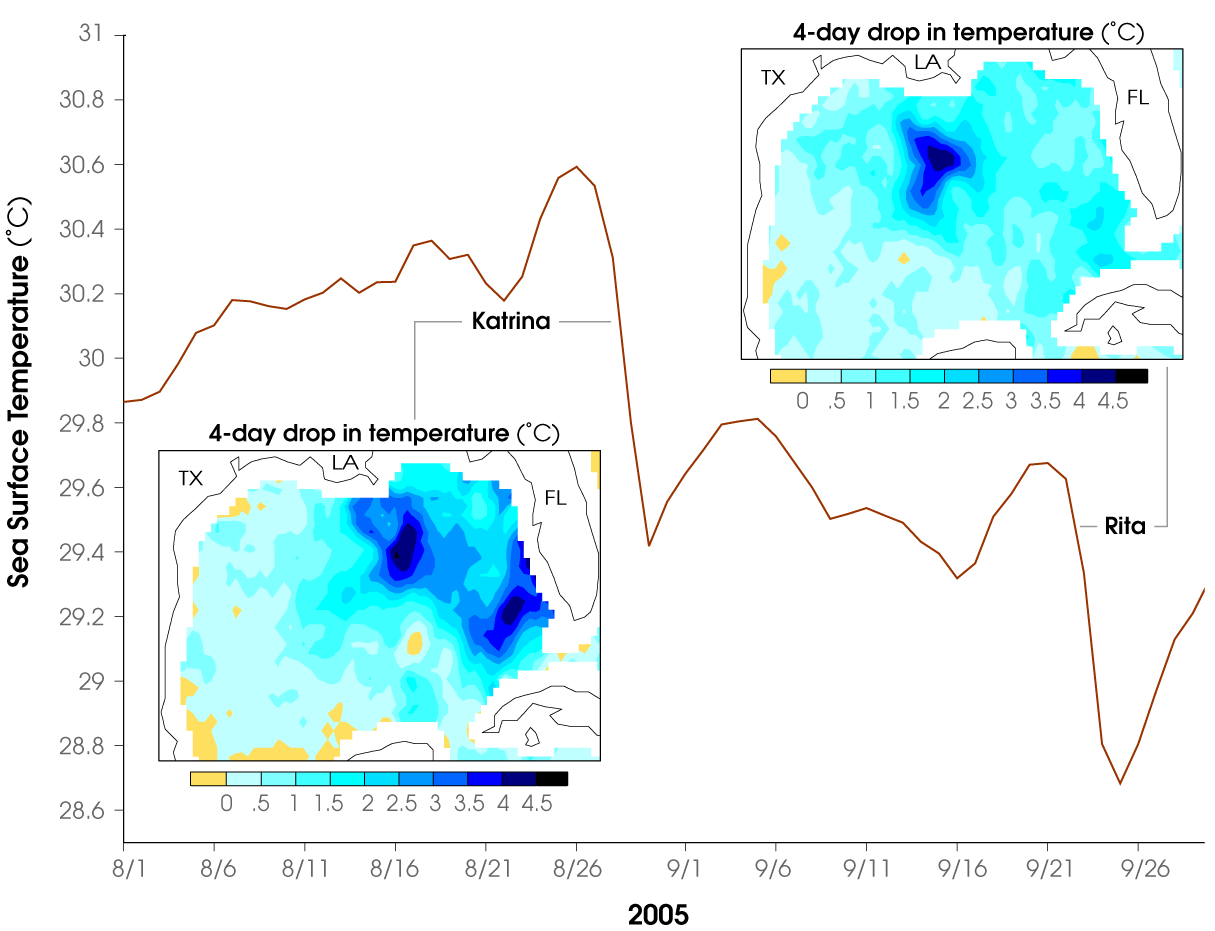
Évolution de la température marine du golfe entre le passage des ouragans Katrina et Rita.

L'eau chaude du golfe peut alimenter de puissants ouragans prenant naissance dans l'Atlantique et causant de lourdes pertes humaines et matérielles, comme ce fut le cas avec l'ouragan Katrina en 2005. Dans l'océan Atlantique, un ouragan a tendance à faire remonter à la surface l'eau froide des profondeurs, ce qui diminue la probabilité qu'un autre ouragan suive dans son sillage (car une eau chaude est une condition préalable à la formation d'un ouragan). Toutefois, la faible profondeur des eaux du golfe implique une colonne d'eau relativement chaude. En conséquence, quand un cyclone passe au-dessus, même si la température de l'eau peut vite descendre, elle rebondit généralement tout aussi rapidement et peut ainsi être le berceau d'une autre tempête tropicale.
Bien que la zone du golfe soit considérée comme asismique, de légers tremblements de terre ont été enregistrés au cours de l'histoire (en général moins de 5,0 sur l'échelle de Richter). Le 10 septembre 2006, un tremblement de 6,0 a été enregistré à 400 km au large des côtes de la Floride. Celui-ci n'a causé aucun dégât, mais il a été ressenti dans tout le Sud des États-Unis. Des séismes de ce genre peuvent causer des interactions entre la charge des sédiments sur le fond sous-marin et l'ajustement de la croûte terrestre. Les forages pétroliers et l'extraction de gaz pourraient être à l'origine de petits séismes.

### Courantologie
La circulation dans le golfe du Mexique et les Caraïbes est similaire à un demi cul-de-sac. La circulation de surface forme une boucle, venant de l'ouest de Cuba et repartant par le sud de la Floride. Cette boucle peut, selon les périodes, pénétrer très peu dans le golfe ou au contraire profondément. Dans ce dernier cas, les courants forment des tourbillons (dans le sens des aiguilles d'une montre) et se déplacent durant la saison vers le sud-sud-ouest. Ils perdent peu à peu leur énergie en se déplaçant. Ce cycle se reproduit tous les 6 à 11 mois.

## Aspects économiques
Le plateau est surtout exploité pour le pétrole grâce à des plates-formes de forage en mer, dont la plupart sont situées à l'ouest du golfe et dans la baie de Campeche. Une autre importante activité commerciale est la pêche : vivaneau rouge, sériole, perche-tuile, espadon et mérou, mais aussi crevette et crabe. Les huîtres sont également récoltées à grande échelle dans beaucoup de baies et de bras de mer. Parmi les autres industries présentes le long des côtes, on retrouve la navigation maritime, la pétrochimie, la papeterie, la gestion d'entrepôts, des activités militaires et le tourisme.